# Abbeville (Georgia)
Abbeville ist eine City und zudem der County Seat des Wilcox County im US-Bundesstaat Georgia mit 2.685 Einwohnern (Stand: 2020).

## Geografie
Abbeville liegt im Osten des Wilcox Countys am Ocmulgee River. Die Nachbarorte sind Rhine und Rochelle. Die nächste größere Stadt, Warner Robins, ist etwa 76 Kilometer entfernt. Albany befindet sich etwa 113 Kilometer südwestlich, die Hauptstadt Georgias, Atlanta, etwa 243 Kilometer nördlich. Das Stadtgebiet erstreckt sich über eine Fläche von 7,9 km².

## Geschichte
Bei der Gründung des Countys am 22. Dezember 1857 wurde festgelegt, dass am ersten Montag im März 1858 dessen Verwaltungsbeamte gewählt werden sollten. Sie wurden beauftragt, einen zentralen Ort als Gerichts- und Verwaltungssitz zu bestimmen. Es wird berichtet, dass David Fitzgerald zu diesem Zweck 60 Acre (rund 24,3 Hektar) Land am Fluss Ocmulgee gestiftet hat. Obwohl seine Ländereien nicht zentral, sondern an der östlichen Grenze des Countys lagen, wurde die Stiftung angenommen. Die Siedlung, die sich an dieser Stelle entwickelte, wurde Abbeville genannt und am 15. September 1883 offiziell zur Stadt erhoben.

## Demografische Daten
Laut der Volkszählung von 2020 verteilten sich die damaligen 2685 Einwohner auf 374 bewohnte Haushalte.
70,2 % der Haushalte waren Familienhaushalte (bestehend aus verheirateten Paaren mit oder ohne Nachkommen bzw. einem Elternteil mit Nachkomme) mit einer durchschnittlichen Größe von 2,90 Personen. In 36,6 % aller Haushalte lebten Kinder unter 18 Jahren sowie in 29,3 % aller Haushalte Personen mit mindestens 65 Jahren.
11,7 % der Bevölkerung waren jünger als 18 Jahre, 44 % waren 20 bis 39 Jahre alt, 33,4 % waren 40 bis 59 Jahre alt und 12,1 % waren mindestens 60 Jahre alt. Das mittlere Alter betrug 40 Jahre. 80,1 % der Bevölkerung waren männlich und 19,9 % weiblich.
41,0 % der Bevölkerung bezeichneten sich als Weiße, 55,8 % als Afroamerikaner, 0,1 % als Indianer und 0,5 % als Asian Americans. 0,9 % gaben die Angehörigkeit zu einer anderen Ethnie und 1,7 % zu mehreren Ethnien an. 5,3 % der Bevölkerung bestand aus Hispanics oder Latinos.
Das durchschnittliche Jahreseinkommen pro Haushalt lag bei 25.972 USD, dabei lebten 46,5 % der Bevölkerung unter der Armutsgrenze.

## Öffentliche Einrichtungen
Abbeville verfügt über eine private High School, die Kings Of Kings Christian School. Die nächstgelegenen Colleges befinden sich in der Stadt Albany: Das Darton College, die Albany State University und das Albany Technical College. Die Stadt verfügt über keine öffentlichen Krankenhäuser. Die nächstgelegenen Kliniken befinden sich in Eastman und Fitzgerald.

## Sehenswürdigkeiten
Das neoklassizistische Gerichtsgebäude von Wilcox County, das 1903 als Ersatz für einen Holzbau aus dem Jahr 1858 errichtet wurde, ist in der Kulturdenkmalliste der amerikanischen Bundesregierung verzeichnet.
Der Ocmulgee River am Stadtrand bietet Lebensraum für viele Tierarten und ist ein beliebtes Naherholungsgebiet. Wegen der zahlreichen Wildschweine (englisch: wild hogs) trägt die Stadt den Spitznamen Wild Hog Capital of Georgia und genießt durch das jährliche Wild Hog Festival (Wildschweinfestival) lokale Berühmtheit.